# Campionato mondiale maschile under 20 di calcio 1985
Il Campionato mondiale di calcio Under-20 1985 è stata la 5ª edizione del Campionato mondiale di calcio Under-20, organizzato dalla FIFA.
Si è svolto dal 24 agosto al 7 settembre in Unione Sovietica ed è stato vinto dal Brasile.

## Qualificazioni
| Confederazione    | Torneo di qualificazione              | Qualificata/e                                |
| ----------------- | ------------------------------------- | -------------------------------------------- |
| AFC               | AFC Youth Championship 1985           | Arabia Saudita Cina                          |
| CAF               | African Youth Championship 1985       | Nigeria Tunisia                              |
| CONCACAF          | CONCACAF Under-20 Tournament 1984     | Canada Messico                               |
| CONMEBOL          | Campionato sudamericano Under-20 1985 | Brasile Colombia Paraguay                    |
| OFC               | OFC Under-20 Tournament 1985          | Australia                                    |
| UEFA              | Campionato europeo Under-18 1984      | Bulgaria Inghilterra Irlanda Spagna Ungheria |
| Nazione ospitante | Nazione ospitante                     | Unione Sovietica                             |

## Fase a gironi

### Gruppo A

#### Risultati
| Arbitro: | George Sandoz |

|                              |           |                         |
| Pintér 59’ (rig.) Zsinka 85’ | Marcatori | 88’ Pérez 89’ Rodríguez |

| Arbitro: | Joe Worrall |

|  |           |                          |
|  | Marcatori | 32’ Mikhtarski 78’ Penev |

| Arbitro: | Juan Francisco Escobar |

|                               |           |            |
| Pintér 60’ (rig.) Fischer 87’ | Marcatori | 46’ Touati |

| Arbitro: | Jassim Mandi Abdul-Rahman |

|             |           |                |
| Tréllez 74’ | Marcatori | 69’ Kalaydjiev |

| Arbitro: | Vladimir Kuznecov |

|                         |           |              |
| Castaño 19’ Tréllez 68’ | Marcatori | 76’ Abdelhak |

| Arbitro: | Edgardo Codesal Méndez |

|             |           |                |
| Fischer 80’ | Marcatori | 57’ Kostadinov |

#### Classifica
| Squadra  | Pt | G | V | N | P | GF | GS | DR |
| -------- | -- | - | - | - | - | -- | -- | -- |
| Bulgaria | 4  | 3 | 1 | 2 | 0 | 4  | 2  | +2 |
| Colombia | 4  | 3 | 1 | 2 | 0 | 5  | 4  | +1 |
| Ungheria | 4  | 3 | 1 | 2 | 0 | 5  | 4  | +1 |
| Tunisia  | 0  | 3 | 0 | 0 | 3 | 2  | 6  | -4 |

### Gruppo B

#### Risultati
| Arbitro: | Nouhoum Traore |

|           |           |                     |
| Tuite 86’ | Marcatori | 20’ Balalo 80’ Dida |

| Tbilisi 24 agosto 1985, ore 19:00 UTC+4 | Arabia Saudita      | 0 – 0 referto | Spagna | (25.000 spett.)\| Arbitro: \| Antonio Evangelista \| |
| Arbitro:                                | Antonio Evangelista |               |        |                                                      |

| Arbitro: | Berny Ulloa Morera |

|  |           |                      |
|  | Marcatori | 54’ (rig.) Al-Dosari |

| Arbitro: | Jamal Al Sharif |

|                        |           |  |
| Luciano 50’ Balalo 65’ | Marcatori |  |

| Arbitro: | Jesús Díaz Palacio |

|                             |           |                                |
| Mooney 51’ Kelch 56’ (rig.) | Marcatori | 3’ 61’ Fernando 35’ 85’ Losada |

| Arbitro: | Jurij Savčenko |

|            |           |  |
| Müller 35’ | Marcatori |  |

#### Classifica
| Squadra        | Pt | G | V | N | P | GF | GS | DR |
| -------------- | -- | - | - | - | - | -- | -- | -- |
| Brasile        | 6  | 3 | 3 | 0 | 0 | 5  | 1  | +4 |
| Spagna         | 3  | 3 | 1 | 1 | 1 | 4  | 4  | 0  |
| Arabia Saudita | 3  | 3 | 1 | 1 | 1 | 1  | 1  | 0  |
| Irlanda        | 0  | 3 | 0 | 0 | 3 | 3  | 7  | -4 |

### Gruppo C

#### Risultati
| Minsk 24 agosto 1985, ore 15:00 UTC+4 | Unione Sovietica           | 0 – 0 referto | Australia | (16.000 spett.)\| Arbitro: \| Victoriano Sánchez Arminio \| |
| Arbitro:                              | Victoriano Sánchez Arminio |               |           |                                                             |

| Minsk 24 agosto 1985, ore 19:00 UTC+4                  | Nigeria   | 2 – 0 referto | Canada | (16.000 spett.) |
| \| \| \| \| \| Monday 1’ Siasia 78’ \| Marcatori \| \| |           |               |        |                 |
|                                                        |           |               |        |                 |
| Monday 1’ Siasia 78’                                   | Marcatori |               |        |                 |

| Arbitro: | José Roberto Wright |

|                                  |           |             |
| Khudožilov 23’ (rig.) Chedia 78’ | Marcatori | 81’ Anunobi |

| Minsk 27 agosto 1985, ore 19:00 UTC+4 | Australia      | 0 – 0 referto | Canada | (8.000 spett.)\| Arbitro: \| Ali Bin Nasser \| |
| Arbitro:                              | Ali Bin Nasser |               |        |                                                |

| Arbitro: | Joël Quiniou |

|                                                                             |           |  |
| K'et'ashvili 38’ Tatarčuk 39’ Ivanauskas 60’ Skljarov 64’ (rig.) Kužlev 79’ | Marcatori |  |

| Arbitro: | Shizuo Takada |

|                                  |           |                                    |
| Panagis 27’ Kalantzis 38’ (rig.) | Marcatori | 63’ Adeleye 78’ Monday 79’ Anunobi |

#### Classifica
| Squadra          | Pt | G | V | N | P | GF | GS | DR |
| ---------------- | -- | - | - | - | - | -- | -- | -- |
| Unione Sovietica | 5  | 3 | 2 | 1 | 0 | 7  | 1  | +6 |
| Nigeria          | 4  | 3 | 2 | 0 | 1 | 6  | 4  | +2 |
| Australia        | 2  | 3 | 0 | 2 | 1 | 2  | 3  | -1 |
| Canada           | 1  | 3 | 0 | 1 | 2 | 0  | 7  | -7 |

### Gruppo D

#### Risultati
| Arbitro: | Laszlo Padar |

|                          |           |                       |
| Wakenshaw 19’ Priest 31’ | Marcatori | 41’ Cartaman 74’ Jara |

| Arbitro: | William Munro |

|          |           |                                       |
| Gong 68’ | Marcatori | 19’ (rig.) Ambríz 30’ 45’ García Aspe |

| Arbitro: | Juan Daniel Cardellino |

|  |           |                  |
|  | Marcatori | 76’ Gao 89’ Gong |

| Arbitro: | Edwin Picon-Ackong |

|  |           |                          |
|  | Marcatori | 22’ Cruz 70’ García Aspe |

| Arbitro: | Hernán Silva |

|  |           |             |
|  | Marcatori | 34’ Becerra |

| Arbitro: | David Syme |

|             |           |                  |
| Mereles 17’ | Marcatori | 14’ Song 76’ Gao |

#### Classifica
| Squadra     | Pt | G | V | N | P | GF | GS | DR |
| ----------- | -- | - | - | - | - | -- | -- | -- |
| Messico     | 6  | 3 | 3 | 0 | 0 | 6  | 1  | +5 |
| Cina        | 4  | 3 | 2 | 0 | 1 | 5  | 4  | +1 |
| Paraguay    | 1  | 3 | 0 | 1 | 2 | 3  | 6  | -3 |
| Inghilterra | 1  | 3 | 0 | 1 | 2 | 2  | 5  | -3 |

## Fase a eliminazione diretta
|  | Quarti di finale       | Quarti di finale         |                     |               | Semifinali                | Semifinali                |  |  | Finale              | Finale |
|  |                        |                          |                     |               |                           |                           |  |  |                     |        |
|  | 1º settembre - Erevan  |                          |                     |               |                           |                           |  |  |                     |        |
|  |                        |                          |                     |               |                           |                           |  |  |                     |        |
|  | Bulgaria               | 1                        |                     |               |                           |                           |  |  |                     |        |
|  | Bulgaria               | 1                        | 4 settembre - Mosca |               |                           |                           |  |  |                     |        |
|  | Spagna                 | 2                        |                     |               |                           |                           |  |  |                     |        |
|  | Spagna                 | 2                        | Spagna (dcr)        | 2 (4)         |                           |                           |  |  |                     |        |
|  | 1º settembre - Minsk   |                          | Spagna (dcr)        | 2 (4)         |                           |                           |  |  |                     |        |
|  |                        | Unione Sovietica         | 2 (3)               |               |                           |                           |  |  |                     |        |
|  | Unione Sovietica       | Unione Sovietica         | 2 (3)               | 1             |                           |                           |  |  |                     |        |
|  | Unione Sovietica       |                          | 7 settembre - Mosca | 1             |                           |                           |  |  |                     |        |
|  | Cina                   | 0                        |                     |               |                           |                           |  |  |                     |        |
|  | Cina                   | 0                        | Spagna              | 0             |                           |                           |  |  |                     |        |
|  | 1º settembre - Tbilisi |                          | Spagna              | 0             |                           |                           |  |  |                     |        |
|  |                        | Brasile (dts)            | 1                   |               |                           |                           |  |  |                     |        |
|  | Brasile                | Brasile (dts)            | 1                   | 6             |                           |                           |  |  |                     |        |
|  | Brasile                | 4 settembre - Leningrado |                     | 6             |                           |                           |  |  |                     |        |
|  | Colombia               | 0                        |                     |               |                           |                           |  |  |                     |        |
|  | Colombia               | 0                        | Brasile             | 2             | Finale per il terzo posto | Finale per il terzo posto |  |  |                     |        |
|  | 1º settembre - Baku    |                          | Brasile             | 2             | Finale per il terzo posto | Finale per il terzo posto |  |  |                     |        |
|  |                        | Nigeria                  | 0                   |               |                           |                           |  |  |                     |        |
|  | Messico                | Nigeria                  | 0                   | 1             | Unione Sovietica          | 0 (1)                     |  |  |                     |        |
|  | Messico                |                          |                     | 1             | Unione Sovietica          | 0 (1)                     |  |  |                     |        |
|  | Nigeria                | 2                        |                     | Nigeria (dcr) | 0 (3)                     |                           |  |  |                     |        |
|  | Nigeria                | 2                        |                     |               | 0 (3)                     |                           |  |  |                     |        |
|  |                        |                          |                     |               |                           |                           |  |  | 7 settembre - Mosca |        |
|  |                        |                          |                     |               |                           |                           |  |  |                     |        |

### Quarti di finale
| Arbitro: | Ali Bin Nasser |

|           |           |  |
| Kužlev 8’ | Marcatori |  |

| Arbitro: | Berny Ulloa Morera |

|                                                        |           |  |
| Gérson 51’ 69’ 90’ Paulo Silas 54’ Dida 72’ Müller 81’ | Marcatori |  |

| Arbitro: | Juan Daniel Cardellino |

|            |           |                           |
| Medina 50’ | Marcatori | 33’ Igbinabaro 35’ Monday |

| Arbitro: | Joe Worrall |

|                |           |                                   |
| Kostadinov 47’ | Marcatori | 33’ Marcelino 67’ (rig.) Fernando |

### Semifinali
| Arbitro: | Joël Quiniou |

|                       |           |  |
| Müller 22’ Balalo 44’ | Marcatori |  |

| Arbitro: | Hernán Silva |

|                            |                      |                                       |
| Losada 70’ Goikoetxea 120’ | Marcatori            | 38’ (rig.) Khudožilov 107’ Ivanauskas |
|                            | Tiri di rigore 4 – 3 |                                       |

### Finale per il 3º posto
| Arbitro: | Jassim Mandi Abdul-Rahman |

|  |                      |  |
|  | Tiri di rigore 1 – 3 |  |

### Finale
| Arbitro: | David Syme |

|              |           |  |
| Henrique 92’ | Marcatori |  |

## Premi
| Scarpa d'oro     | Pallone d'oro | Premio Fair-play della FIFA |
| ---------------- | ------------- | --------------------------- |
| Sebastián Losada | Paulo Silas   | Colombia                    |

## Capocannonieri
| Giocatore           | Gol | Minuti |
| ------------------- | --- | ------ |
| Alberto García Aspe | 3   | 254    |
| Sebastián Losada    | 3   | 532    |
| Monday Odiaka       | 3   | 562    |
| Gérson              | 3   | 432    |
| Balalo              | 3   | 450    |
| Müller              | 3   | 493    |
| Fernando            | 3   | 493    |